# Barón Von Blitzschlag
El Barón Werner Von Blitzschlag es un personaje que aparece en los cómics estadounidenses publicados por Marvel Comics. Werner Von Blitzschlag ostenta el título en alemán de "Freiherr", correspondiente a "Barón" en inglés. Su apellido en Alemán significa "Lightning-Strike".

## Desarrollo

### Concepto y creación
El creador de personajes, Dan Slott, describe al Barón Von Blitzschlag como: "Un supervillano nazi que nunca has visto. Es alguien que tuvo enfrentamientos fuera del panel con tipos [de la época de 1940] como Zumbador, Miss América y Thin Man. Pero nadie realmente lo recuerda. La forma en que trabaja en este libro es que es uno de los muchachos en el laboratorio de Hank Pym en la Iniciativa. Lees cosas como 'Civil War' y ves que están creando héroes como los Nuevos Campeones. Y ese es uno de los lugares donde entra. El Barón es un genetista Nazi que está ayudando a la Iniciativa de la misma manera que Wernher von Braun estaba ayudando al programa espacial de la NASA. Por mucho que odiemos a los nazis y eran seres humanos horribles. "Usamos a muchachos que trabajaron en los cohetes V-2 para ayudarnos a llevar hombres a la luna y los rusos también los estaban usando. Algo así está sucediendo en la Iniciativa, pero no puedo decir nada más al respecto".
Originalmente, el papel del Barón Von Blitzschlag iba a ser desempeñado por el personaje preexistente Arnim Zola. Este plan se cambió debido a los planes de Ed Brubaker para Zola en Capitán América, y se creó Blitzschlag para desempeñar el papel del villano.

### Historial de publicaciones
El fue creado por el escritor Dan Slott y el artista Stefano Caselli, el personaje apareció por primera vez en Avengers: The Initiative #1 (abril de 2007).

## Biografía ficticia
Durante la Segunda Guerra Mundial, el Barón Werner Von Blitzschlag fue un supervillano nazi que luchó contra una variedad de superhéroes de la Edad de Oro.
Tras la conclusión de Civil War, el Barón Von Blitzschlag es reclutado en la Iniciativa y trabaja en Camp Hammond, aparentemente asumiendo el puesto de jefe de investigación científica. Asiste a sesiones de entrenamiento y está particularmente interesado en el desarrollo de las habilidades de Trauma.
Tras la muerte de MVP, se pide a Von Blitzschlag que realice la autopsia. Después de descubrir las habilidades humanas máximas formadas naturalmente por MVP, discute con Hank Pym sobre si explotar el material genético de MVP para crear más superhéroes es ético.
Cuando los Vulturions (criminales que utilizan la tecnología voladora creada por el Buitre original) robaron un maletín que contenía investigaciones clasificadas sobre radiación gamma de Von Blitzschlag, este intentó detenerlos y mostró un poder para generar electricidad.
Von Blitzschlag crea varios clones de MVP, tres de los cuales se convierten en las Arañas Escarlatas.Blitzschlag se apega emocionalmente a sus tres 'hijos'y muestra angustia cuando dos de ellos mueren en combatey el tercero lo rechaza.
Cuando un nuevo clon de MVP llamado KIA interactúa con el arma Tactigon de Armory, recuerda la muerte del original como si fuera la suya. Luego él se enfurece y hiere gravemente al Barón.
Herido durante la misión, él queda en silla de ruedas y depende de un aparato de soporte vital impulsado por su propia bioelectricidad. El pide una medalla del Corazón Púrpura por haber sido herido en servicio, pero es rechazado por Nighthawk, debido a su pasado como Nazi.
Cuando el soporte vital de Jim Rhodes no puede mantener sus funciones vitales debido a un ataque de Skrull durante la Invasión Secreta, Von Blitzschlag está dispuesto a compartir su energía para mantener a Rhodes con vida hasta que se resuelva la crisis.
Cuando el clon de Thor, Ragnarok, vuelve a despertar, aparentemente mata al Barón con su martillo.En cambio, las descargas eléctricas hacen que Von Blitzschlag sea aún más poderoso y capaz de mantenerse en pie, ya que la electricidad "es su sangre". Más tarde, el barón logra sorprender a Ragnarok y lo ahuyenta revelando sus verdaderos orígenes.Von Blitzschlag también aparece cuando Star-Lord y los Guardianes de la Galaxia informan a Guantelete y Mister Fantastico sobre la conquista de la prisión de la Zona Negativa.
Cuando la Resistencia de los Vengadores invade Camp H.A.M.M.E.R., Hardball y Cloud 9 entran en un Komodo sin poderes que sostiene al Barón Von Blitzschlag a punta de pistola. Le quitan el arma, pero solo para que no le dispare a Hardball antes de que él pueda inyectarle algo que inhibe SPIN Tech en su torrente sanguíneo. Luego, Cloud 9 consigue que Komodo escuche a Hardball explicar sus acciones mencionando cómo Hardball ayudó a la Iniciativa Sombra. Antes de hablar, el Barón Von Blitzschlag se rinde y se ofrece a darles a los tres héroes una memoria USB que contiene registros de todas las órdenes ilegales que Osborn dio en el Campamento H.A.M.M.E.R. a cambio de indulgencia.

## Poderes y habilidades
El Barón Werner Von Blitzschlag posee el poder de manipular la electricidad. Es capaz de absorber electricidad, usarla para mejorar sus rasgos físicos y convertirse en una forma eléctrica sensible.

## En otros medios

### Televisión
- El Barón Von Blitzschlag aparece en The Avengers: Earth's Mightiest Heroes, con la voz de Steve Blum.[16]Es el científico principal de Hydra durante la Segunda Guerra Mundial.